# 逆天奇緣
《逆天奇緣》（英語：Upside Down）是一部2012年法國和加拿大合拍的科幻愛情電影。由阿根廷籍導演Juan Diego Solanas執導。男主角為英國籍演員及創作型歌手吉姆·史特格斯。女主角為美國及德國雙重國籍演員姬絲汀·登絲。

## 科幻提要
宇宙中充满了神奇，在某个地方存在这样的一种系统：两个靠得很近的星球围绕同一个太阳转动，这两个星球的引力仅对来自于自身的物质产生影响，但却影响不到另一個星球的物质。一个星球上物体的重量能被来自另一星球上的等量物质抵消，但来自于不同星球的物质相互接触，一段时间之后就会燃烧殆尽。本剧剧情就在这样的环境里展开。

## 故事簡介
兩個世界，一個在上、一個在下，不論是城市、森林和海洋都有自己的相反引力，雖然只有一線之隔，但是卻是兩個完全觸摸不到的世界，亞當（吉姆·史特格斯 飾演）是一個奇特世界裡面的平凡人，他著迷於他小時候曾經遇到的女孩伊甸，這個女孩來自和亞當上下相反、自有引力的世界，他們無法對話也無法觸碰到對方。因此童年的兩小無猜長大後卻變成不可能開花結果的暗戀。一天亞當在電視上看到長大後的伊甸（克絲汀·鄧斯特 飾演），但是無論透過法律或科學都無法再次讓他倆長相廝守，這兩人將如何跨越障礙永遠在一起呢？

## 演員
| 演員                         | 角色              |
| ---------------------------- | ----------------- |
| 姬絲汀·登絲 Kirsten Dunst    | Eden              |
| 吉姆·史特格斯 Jim Sturgess   | Adam              |
| 提摩西·司伯 Timothy Spall    | Bob               |
| 布魯曼·庫瑪 Blu Mankuma      | Albert            |
| 莫蘭·阿坎德 Maurane Arcand   | Eden 10 Years Old |
| 艾略特·拉爾森 Elliott Larson | Adam 12 Years Old |

## 評價
爛番茄新鮮度僅27%，基於48條評論，平均分為4.8/10，而在Metacritic上得到45分，IMDB上得6.4分，評價兩極。
香港爽報的尋真給予2個讚（最高5個），他說：「電影未能將浪漫氣氛推到極致，就連深刻印象都未及留下，以科學角度去衡量本片亦找到不少漏洞，難免令一班要求電影能情理兼備的觀眾大失所望。」
明報的石琪給予4顆星（最高5顆），他說：「很高興看到《逆天奇緣》，這部科幻愛情片拍出浪漫奇采，把電腦特技作出優異發揮，難得地別開生面，是今年可喜佳片之一。」
頭條日報的祁佳仕說：「我覺得本片的科幻構想和上下兩界的畫面難得一見，假如編導能精雕細琢當中劇情，是很有潛力成為經典的科幻電影的。不過，編導偏向用以包裝愛情，著實有點浪費。」

## 其他搭配歌曲

### 台灣
- 片尾曲：韋禮安、謝沛恩《漂流木》（合唱版）

## 類似電影
- 《帕蒂瑪的顛倒世界》

## 外部連結
- 互联网电影数据库（IMDb）上《Upside Down》的资料（英文）
- AllMovie上《逆天奇緣》的资料（英文）
- 爛番茄上《逆天奇緣》的資料（英文）
- Metacritic上《逆天奇緣》的資料（英文）
- Box Office Mojo上《逆天奇緣》的資料（英文）
- 豆瓣电影上《逆天奇緣》的資料 （简体中文）